# Szigeti György (esperes)
Szigeti György, névváltozatok: Szigeti M. György, Szigethi M. György (Máramarossziget, 1645 – Máramarossziget, 1705) református esperes. Szigeti Gyula István édesapja.

## Életútja
Tanulmányait hazájában kezdte, majd külföldre ment, és 1668. szeptember 28-ától Groningenben, 1669. március 29-től a franekeri, 1670-ben pedig az utrechti egyetemen tanult. Hazatérése után másodpap lett szülővárosában, 1681-ben lelkész Visken, 1683 körül Huszton, 1690 körül Avasújvároson, 1694-ben Máramarosszigeten, majd a máramarosi egyházmegye esperesévé választotta.  

## Műve
- Dissertatio Theologica De Prommissionibus Patrum Spiritualibus... Franeker, 1669.

Üdvözlő verset írt Fogarasi K. Jánoshoz (1670.) és gyászverset Szilágyi Mártonról (1700.).